# Polemologia
La polemologia è lo studio della guerra e dei fenomeni sociali e politici correlati (dal greco antico polemos, «guerra», e logos, «studio»). Lo studioso che studia la polemologia prende il nome di "polemologo".

## Origini
Gaston Bouthoul propose nel 1946 di chiamare così questa nuova disciplina nel suo libro Cent millions de morts.
Bouthoul dichiarò che due problemi si oppongono allo studio della guerra: il fatto che il fenomeno sembra molto conosciuto per dipendere da una scienza e la credenza infondata del carattere esclusivamente cosciente e volontario dei conflitti, che comporta l'illusione di poter prevenire eventuali conflitti bellici utilizzando complessi sistemi giuridici.

## Aspetti psicologici
Nel 1968 lo psichiatra Franco Fornari fondò in Italia l'Istituto italiano di Polemologia (ISTIP).

## Il problema filosofico
Il problema filosofico nasce dal fatto che non si può legiferare su qualcosa che non si conosce anche se l'idea della guerra è vecchia di migliaia di anni: nelle diverse mitologie la guerra occupa una posizione di privilegio ed è considerata come un'attività altamente onorevole che perfino gli dei praticano, incoraggiano e proteggono. Nell'Antico Testamento il Signore viene spesso chiamato il "Dio degli eserciti", mentre per il Corano la diffusione dell'Islam per mezzo delle armi è un dovere. I primi cristiani condannarono la violenza, ma san Tommaso sviluppò e diffuse la dottrina della "guerra giusta", molto vicina all'idea di guerra santa musulmana. Solo i cinesi, nel corso della loro storia, si sono impegnati a non esaltare la guerra, mentre i Greci la considerano spesso come un fenomeno facente parte dell'ordine provvidenziale.
Machiavelli affermò che "ogni guerra è giusta se è necessaria", proponendosi come fautore della guerra preventiva. Mentre Kant ricercò le possibili condizioni per instaurare una pace eterna, Hegel parve convincersi che la guerra fosse un male necessario. Clausewitz, uno dei maggiori analizzatori teorici della guerra, dimostrò che la "guerra è la continuazione della politica mediante altri metodi"; secondo il suo pensiero la guerra è un atto di violenza spinto ai limiti, mentre gli eserciti sono soltanto strumenti della politica. Le teorie sociologiche considerano la guerra come un fenomeno "normale" nella vita dei popoli, mentre altri giustificano le azioni belliche come frutto della crudeltà insita nell'uomo e dell'istinto di sopravvivenza. Come si nota sono tutti concetti validi, ma contemporaneamente contrapposti.

## Il fenomeno della guerra
La guerra presenta le seguenti caratteristiche: è innanzitutto un fenomeno essenzialmente collettivo; comprende un elemento soggettivo, l'intenzione, e un elemento politico, l'organizzazione; è al servizio degli interessi di un ristretto gruppo politico; infine possiede anche un carattere giuridico. Bouthoul la considera come una forma di violenza essenzialmente metodica e organizzata riguardo ai gruppi che vi partecipano e ai modi da essi utilizzati. La guerra è limitata nel tempo e sottoposta a norme giuridiche particolari, che sono variabili a seconda dell'epoca e del luogo interessati. Inoltre è sempre cruenta e implica la distruzione di vite umane.
Un altro aspetto importante è quello economico: la guerra presuppone infatti un accumulo preventivo e, in un certo senso, potrebbe essere definita come un'attività di lusso; inoltre l'accumulo di risorse che permette un'azione bellica spesso passa da un vincitore all'altro. In più la preparazione alla guerra comporta l'eliminazione della disoccupazione, porta a un aumento incredibile dei consumi e provoca spostamenti ingenti di ricchezze. Però, dire che la causa delle guerre sia economica, anche se vero, è comunque troppo vago, perché essendo un fenomeno sociale dipende da troppe cause e si possono, infatti, distinguere guerre coloniali, guerre di penuria, guerre di abbondanza, e così via. Anche il liberalismo e la libera concorrenza portano a un certo numero di contrasti che spesso sfociano in conflitti armati.
Spesso ci si è chiesto se si può parlare di impulsi bellicosi collettivi a proposito della tradizionale turbolenza giovanile, visto che la maggior parte delle vittime in caso di guerra sono giovani. I conflitti armati hanno anche un aspetto etnologico ed è stato possibile affiancare la guerra alla festa per comparare alcuni aspetti interessanti come la distruzione ostentata, il rito collettivo, il lato estetico, ludico o sacro.

## Guerra e pacifismo
I piani di pace hanno generalmente un limite, un atteggiamento preventivo nei confronti del fenomeno che si ritiene abbia provocato la guerra, e costituiscono dunque una sorta di inventario della cause del conflitto. Occorre notare la costante presenza di un elemento irrazionale nel fenomeno bellico. Per arrivare a un pacifismo scientifico, è necessario giungere a una conoscenza scientifica del fenomeno: è ciò che Bouthoul propone quando afferma che noi siamo condannati o a preparare la guerra o a impegnarci per i progressi della polemologia.